# Peace Sells
Singles de Megadeth
Wake Up Dead
(1986) Anarchy in the U.K.
(1988)
Pistes de Peace Sells... but Who's Buying?
The Conjuring (02) Devil's Island  (04)
Peace Sells est le nom d'une chanson de Megadeth extrait de l'album Peace Sells... but Who's Buying?, chanson écrite et composée par Dave Mustaine. Avec Wake Up Dead du même album, ce sont des titres souvent joués en live. VH1 a classé Peace Sells 11e sur leur liste des 40 plus grandes chansons de metal de tous les temps et en 2009, le titre a été nommé la 51e meilleure chanson de Hard rock de tous les temps aussi par VH1. L'intro de Peace Sells à la basse a été utilisée par la chaîne MTV News, Mustaine affirme qu'il n'a jamais reçu de royalties pour l'utilisation de la chanson.
Un clip vidéo a aussi été tourné pour la chanson, on y voit un adolescent vêtu d'un t-shirt de Slayer, regardant un concert de Megadeth et des images de guerre. Le père du garçon intervient et change de chaîne répliquant « I want to watch the news! » (« Je veux regarder les nouvelles ! »), son fils répond alors « This is the news! » (« Ce sont les nouvelles ! »), remettant la chaîne via le bouton du téléviseur. Cette partie de la vidéo a été parodiée par le comédien Brian Posehn sur la chanson Metal by Numbers.
On peut entendre la chanson dans plusieurs bande-son de jeux vidéo comme Grand Theft Auto: Vice City, True Crime: Streets of LA, NHL 10 ou encore Rock Band 2.
Le groupe Tigertailz a repris la chanson sur leur album Banzai! sorti en 1991.

## Composition du groupe
- Dave Mustaine – chants, guitare rythmique et guitare solo
- David Ellefson – basse
- Chris Poland – guitare rythmique et guitare solo
- Gar Samuelson – batterie